# خشخاش كرملي
الخشخاش الكرملي (باللاتينية: Papaver carmeli) هو نوع نباتي ينتمي إلى جنس الخشخاش من الفصيلة الخشخاشية.

## الموئل والانتشار
ينتشر في بلاد الشام.